# Come Alive (singel Netsky’ego)
Come Alive - singel belgijskiego producenta muzycznego Netsky’ego z albumu 2. Został wydany 21 maja 2012 przez Hospital Records. Utwór wyprodukowany został przez Netsky’ego. Tekst napisany został przez Netsky’ego i brytyjską wokalistkę Scarlett Quinn, która użyczyła głosu w utworze.

## Teledysk
Teledysk do utworu został opublikowany 3 maja 2012 w serwisie YouTube. Czas trwania to 3:09. Został wyreżyserowany przez Netsky’ego i wyprodukowany przez Lincolna Barretta.

## Lista utworów
Digital download
| Nr | Tytuł utworu                       | Długość |
| -- | ---------------------------------- | ------- |
| 1. | „Come Alive” (Radio Edit)          | 3:02    |
| 2. | „Come Alive”                       | 4:10    |
| 3. | „Come Alive” (Culture Shock Remix) | 5:08    |
| 4. | „Come Alive” (Rockwell Remix)      | 5:38    |
| 5. | „Come Alive” (Submerse Remix)      | 4:29    |

## Notowania na listach
| Lista                                   | Najwyższa pozycja |
| --------------------------------------- | ----------------- |
| Austria (Ö3 Austria Top 40)             | 35                |
| Belgia (Flandria) (Ultratop 50 Singles) | 10                |
| Belgia (Flandria) (Ultratop Dance)      | 2                 |
| Belgia (Flandria) (Belgium Airplay)     | 21                |
| Belgia (Flandria) (Ultratop 50 Singles) | 1                 |
| Niemcy (Top 100 Singles)                | 75                |
| Wielka Brytania (Top 40 Dance Singles)  | 24                |
| Wielka Brytania (Top 40 Indie Singles)  | 17                |